# Інгердах
Інгердах (рос. Ингердах) — село Ахвахського району, Дагестану Росії. Входить до складу муніципального утворення Сільрада Інгердахська.
Населення — 1063 (2010).

## Населення
За даними перепису населення 2002 року в селі мешкало 883 особи. В тому числі 400 (45,30 %) чоловіків та 483 (54,70 %) жінки.
Переважна більшість мешканців — аварці (100 % від усіх мешканців). У селі переважає аварська мова.